# Catherine Éléonore Bénard
Catherine Éléonore Bénard (* 1740 in Versailles; † 1769 ebenda) war eine Mätresse des französischen Königs Ludwig XV.
Bénard war eine Tochter des königlichen Stallmeisters Pierre Bénard. Sie war eine der Hofdamen der Prinzessin Marie Adélaïde (1732–1800), einer Tochter Ludwigs XV., der auf sie aufmerksam wurde und sie zu seiner Mätresse machte. Sie starb bei der Geburt der gemeinsamen Tochter Adélaïde. Prinzessin Adélaïde übernahm die Patenschaft für das Kind.
Nachkommen:
- Adélaïde de Saint-Germain, comtesse de Montalivet (1769–1850) ⚭ 1797 Jean-Pierre Bachasson de Montalivet (1766–1823)